# クルガン州の行政区画
クルガン州の行政区画（クルガンしゅうのぎょうせいくかく）では、ロシア連邦、クルガン州の行政区画について記述する。

## 行政区画
クルガン州は2つの都市管区、24の地区(13の都市型集落、419の農村集落を含む)から構成される。
- 都市管区 (クルガン州の管轄下)
  - クルガン都市管区 (Курган) (行政中心地)
  - シャドリンスク都市管区 (Шадринск)
- 地区(ラヨン)
  - アリメネヴォ地区 (Альменевский)
  - ベロゼルスコエ地区 (Белозерский)
  - ヴァルガシ地区 (Варгашинский)
  - ダルマトヴォ地区 (Далматовский)
  - スヴェリノゴロフスコエ地区 (Звериноголовский)
  - カルガポリエ地区 (Каргапольский)
  - カタイスク地区 (Катайский)
  - ケトヴォ地区 (Кетовский)
  - クルタミシュ地区 (Куртамышский)
  - レビャジエ地区 (Лебяжьевский)
  - マクシノ地区 (Макушинский)
  - ミシュキノ地区 (Мишкинский)
  - モクロウソヴォ地区 (Мокроусовский)
  - ペトゥホヴォ地区 (Петуховский)
  - ポロヴィンノエ地区 (Половинский)
  - プリトボル地区 (Притобольный)
  - サファクレヴォ地区 (Сафакулевский)
  - ツェリンノエ地区 (Целинный)
  - チャストオゼリエ地区 (Частоозерский)
  - シャドリンスク地区 (Шадринский)
  - シャトロヴォ地区 (Шатровский)
  - シュミハ地区 (Шумихинский)
  - シュチエ地区 (Щучанский)
  - ユルガミシュ地区 (Юргамышский)